# Alfama
Alfama (aɫˈfɐmɐ, prononciation portugaise) est le plus ancien et un des plus typiques quartiers de la ville de Lisbonne. Il inclut les anciennes freguesias de São Miguel, Santo Estêvão et São Vicente de Fora et une partie de deux rues de l'ancienne Freguesia da Sé, la Rua do Barão et la Rua São João da Praça. Son nom dérive de l'arabe « alf maa » qui signifie littéralement « mille sources ». Depuis novembre 2012, à la suite d'une réorganisation territoriale, le quartier se trouve situé dans la nouvelle freguesia de Santa Maria Maior.
La Rua do Barão est l'une des rues de l'ancienne freguesia de la Sé, qui commence au niveau de la Rua São João da Praça (où était dressée jadis la porte de l'Alfama) et prend fin Rua Augusto Rosa (au niveau de la muraille de la Sé).
Luís Pastor de Macedo défend la thèse que le toponyme « Rua do Barão » vient du fait que João Fernandes da Silveira, 1er Baron d'Alvito, ministre des rois portugais Dom Afonso V et Dom João II y vécut.
Ce quartier est connu internationalement pour ses bars de fado. Il est situé entre le castelo de São Jorge et le Tage. Il contient nombre d'attractions historiques importantes et de restaurants.
L'Alfama est un quartier très particulier, il ressemble à un ancien village dans lequel toutes les personnes se connaissent et se complimentent quotidiennement. Le quartier est considéré comme un des plus sûrs et des fréquentés de la ville et est connu pour ses restaurants et ses maisons, ainsi que par les fêtes, dont les célèbres Festas de Lisboa (Fêtes de Lisbonne), durant environ un mois, avec  en particulier celle de Santo Antonio, né à Lisbonne, y ayant longtemps vécu, et mort à Padoue (Italie). Santo Antonio appelé, plutôt à tort, Saint Antoine de Padoue en France, célébré le 13 juin, et donnant lieu à une nuit de fête du 12 au 13 juin.

## Histoire

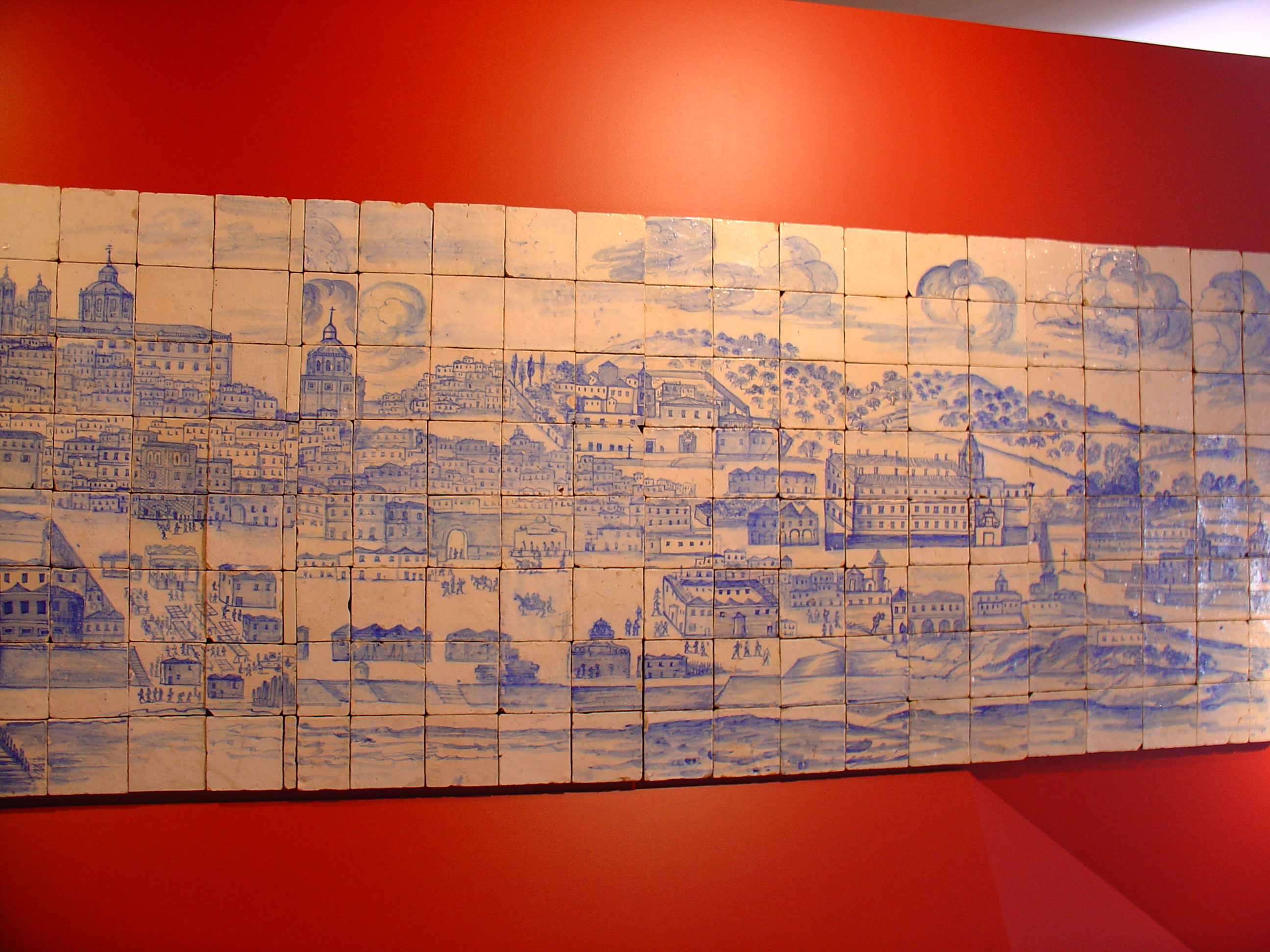
Vue de l'Alfama avant le tremblement de terre de 1755. Museu Nacional do Azulejo, Lisbonne.

Pendant la domination des musulmans sur Lisbonne, on pouvait parler d'un Alfama do Alto (« Haut Alfama »), placé à l'intérieur des Cerca Moura, partie orientale de l'ancienne freguesia da Sé, qui communiquait par la Porta de Alfama ou de São Pedro (dans l'actuelle rue de Saint João da Praça et Rua do Barão) avec un Alfama do Mar (« Alfama de la mer »).
Avec le retour de la domination chrétienne, la désignation Alfama s'est élargie plus vers l'est, à l'intérieur des limites des Cerca Nova ou Cerca Fernandina, en passant au-delà de la Chafariz de Dentro.
Ce quartier fut autrefois le plus agréable de la ville. Son déclin fut entamé au Moyen Âge, lorsque les habitants aisés déménagèrent à l'ouest, pour se protéger des séismes. Alors les pêcheurs et les pauvres s'y installèrent. En 1755, les bâtiments résistèrent au tremblement de terre de Lisbonne. Même s'il ne reste presque plus de demeures maures, le quartier conserve cette ambiance de Kasbah, avec ses ruelles, ses escaliers, le linge pendu aux fenêtres. Les zones les plus en ruines sont en cours de restauration. La vie citadine redémarre à nouveau dans les petites boutiques et les tavernes.
Au sommet de Alfama trône le Castelo de São Jorge ; c'est un château médiéval qui fut la résidence royale jusqu'au XVIe siècle. Sur les pentes d'Alfama, il y a des belvédères (miradouro) d'où l'on peut voir la ville et ses monuments, comme le Miradouro de Santa Luzia, près de l'église de Santa Luzia et au-dessus des restes des murs maures de ville, et du Miradouro das Portas. Près du Miradouro de Santa Luzia est localisé le musée des arts décoratifs (Museu de Artes Decorativas), un manoir qui date du XVIIe siècle avec ses magnifiques intérieurs.
À l'ouest de Alfama se dressent les deux tours de la Cathédrale Santa Maria Maior de Lisbonne. La coupole de l'Igreja de Santa Engrácia et la façade de Igreja de São Vicente de Fora dominent l'horizon nord-est.

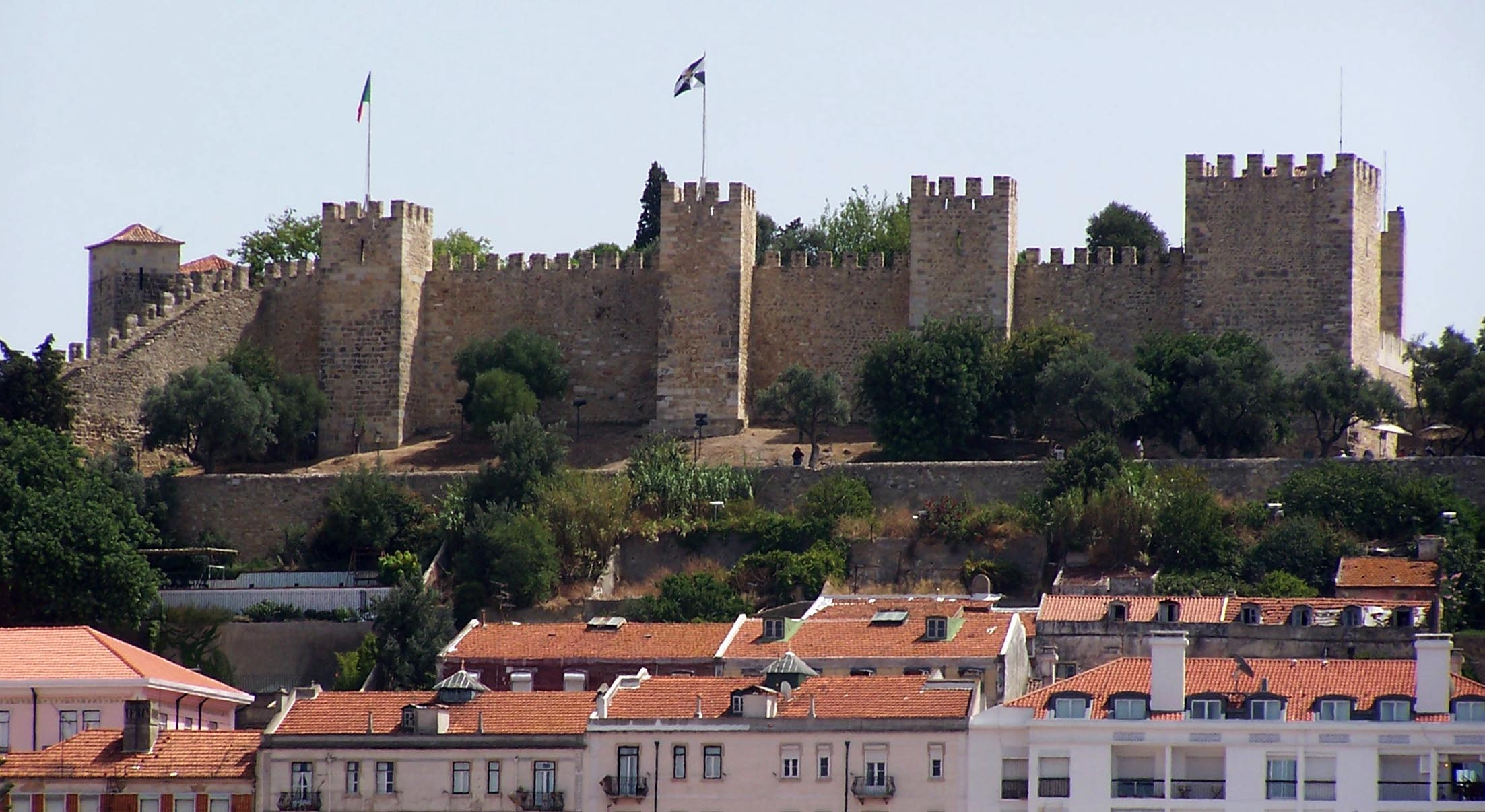
Castelo de São Jorge.
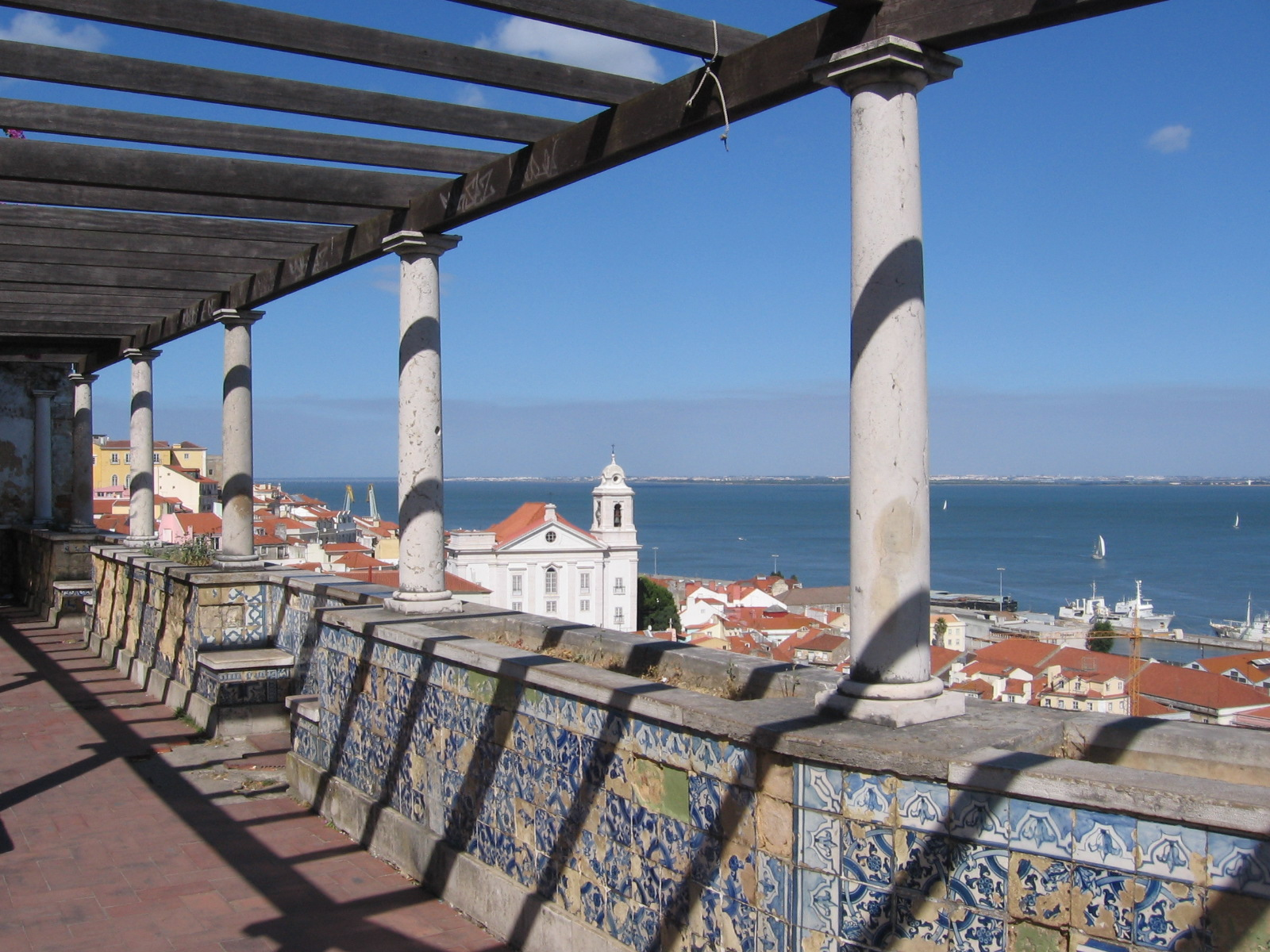
Vue de Santa Luzia.
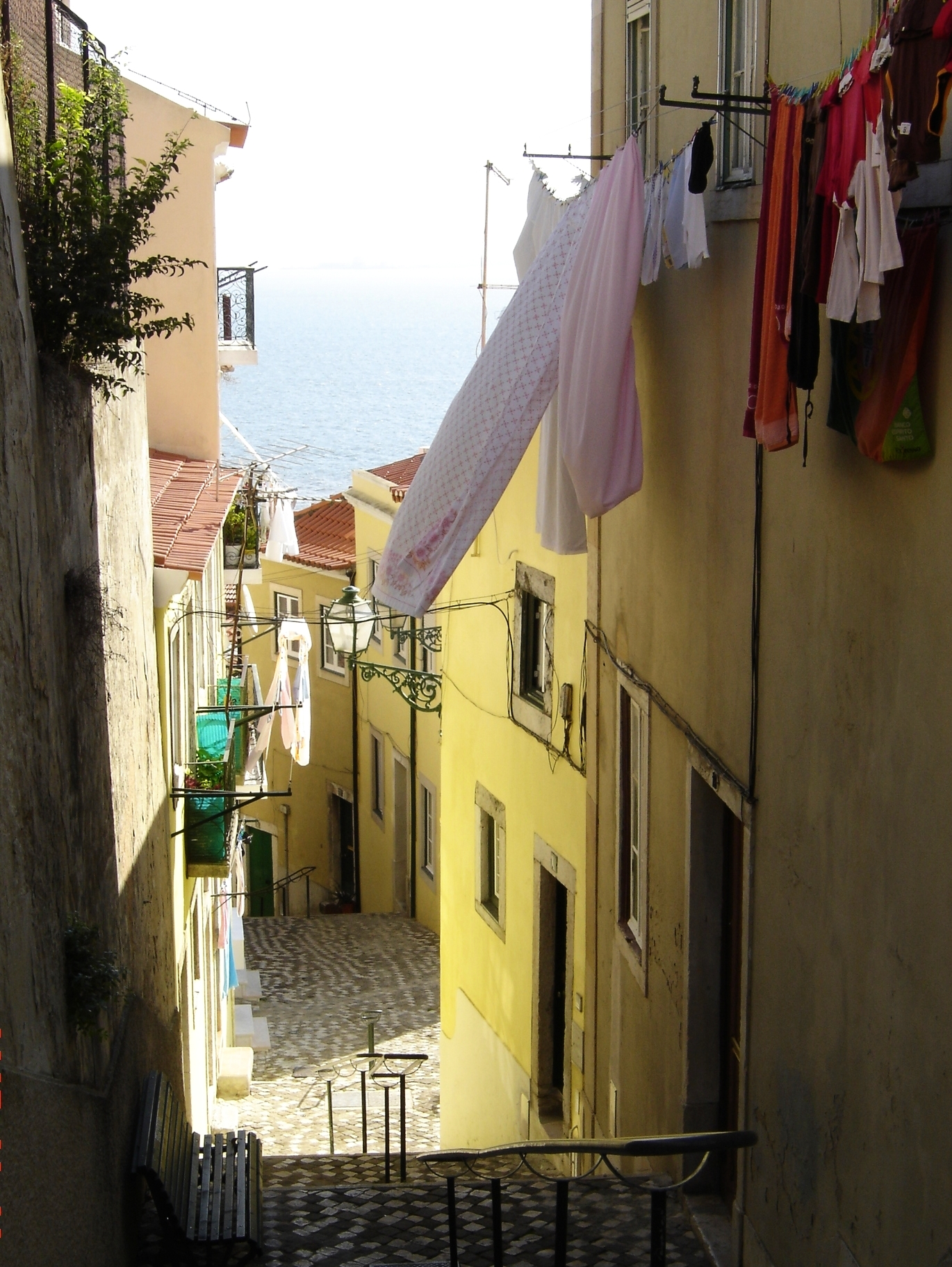
Ruelle de l'Alfama.
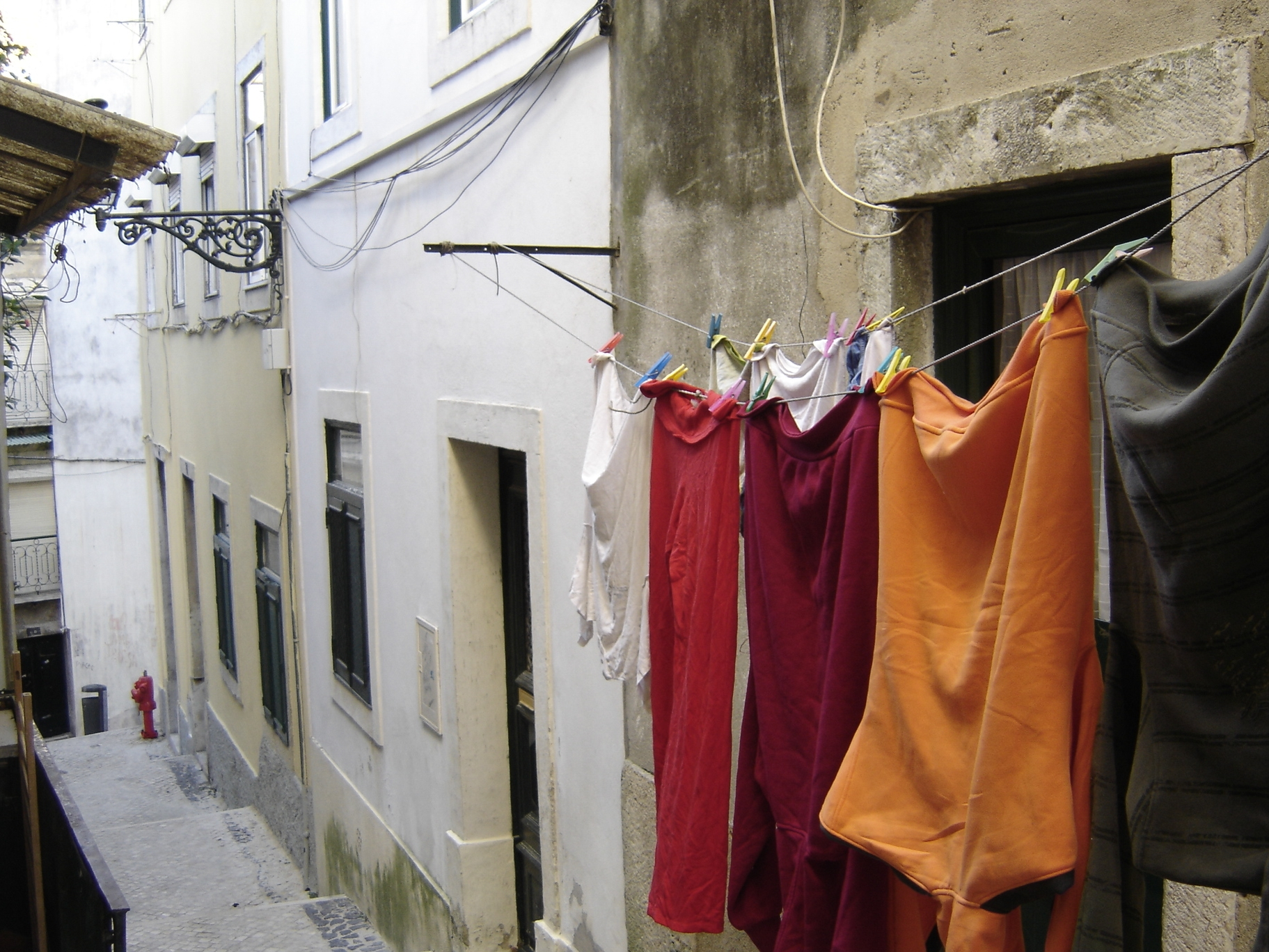
Ruelle étroite.

### Civilisation et architecture
Dans ce quartier, il est encore possible de voir la trace des romains et des arabes, deux des civilisations qui dominèrent le plus Lisbonne. Les rues étroites viennent de la culture musulmane, guidée par des règles.

## Eaux de l'Alfama

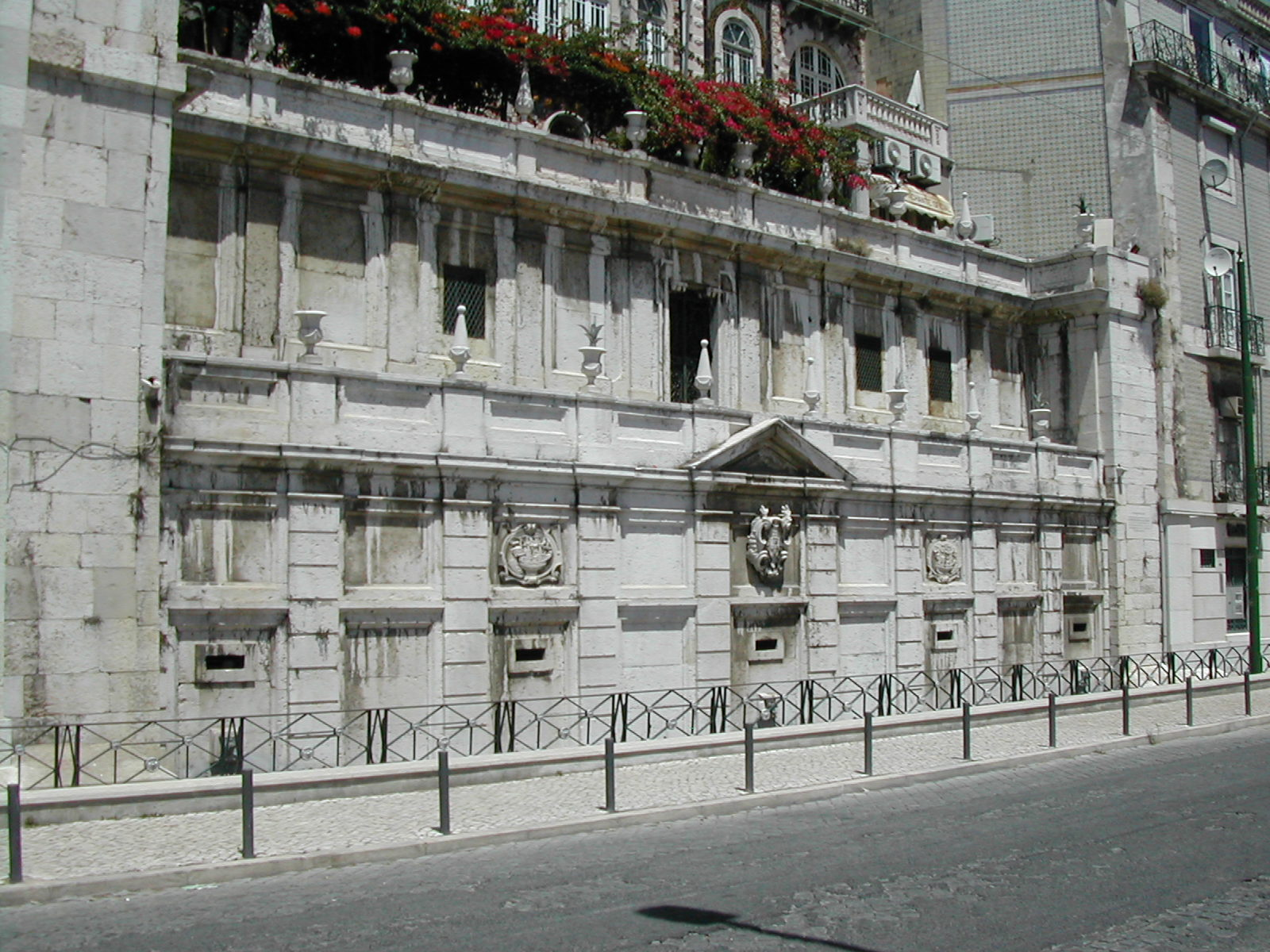
Chafariz de El-Rei.

Le quartier de l'Alfama possède sur ses terres un groupe de sources thermales, d'ailleurs le quartier fut nommé Alfama d'après l'arabe (al-hamma, الحمّة) qui veut dire sources d'eau chaude.
Ses eaux chaudes sont dues à une faille qui coupe les couches de miocène. Au long de l'histoire, les eaux de ces sources ont été canalisées pour alimenter les fontaines de la ville.
Fontaines de l'Alfama :
- Chafariz de El-Rei (fontaine du Roi) ;
- Chafariz de Dentro ;
- Chafariz da Praia (démonté).

Grâce à cet ensemble de sources relativement abondantes, Alfama était, avant la construction de l'Aqueduc des Eaux Libres, la zone de Lisbonne avec le moins de sécheresses. Les eaux de l'Alfama ont été introduites en 1868 dans le réseau d'approvisionnement public de Lisbonne avec la construction dans l'ancienne Chafariz da Praia d'une citerne qui collectait l'eau et d'un poste élévateur à vapeur qui l'élevait jusqu'au réservoir de Verónica (1862). Le musée du Fado est actuellement installé dans cette citerne et on peut la visiter.

### Galerie

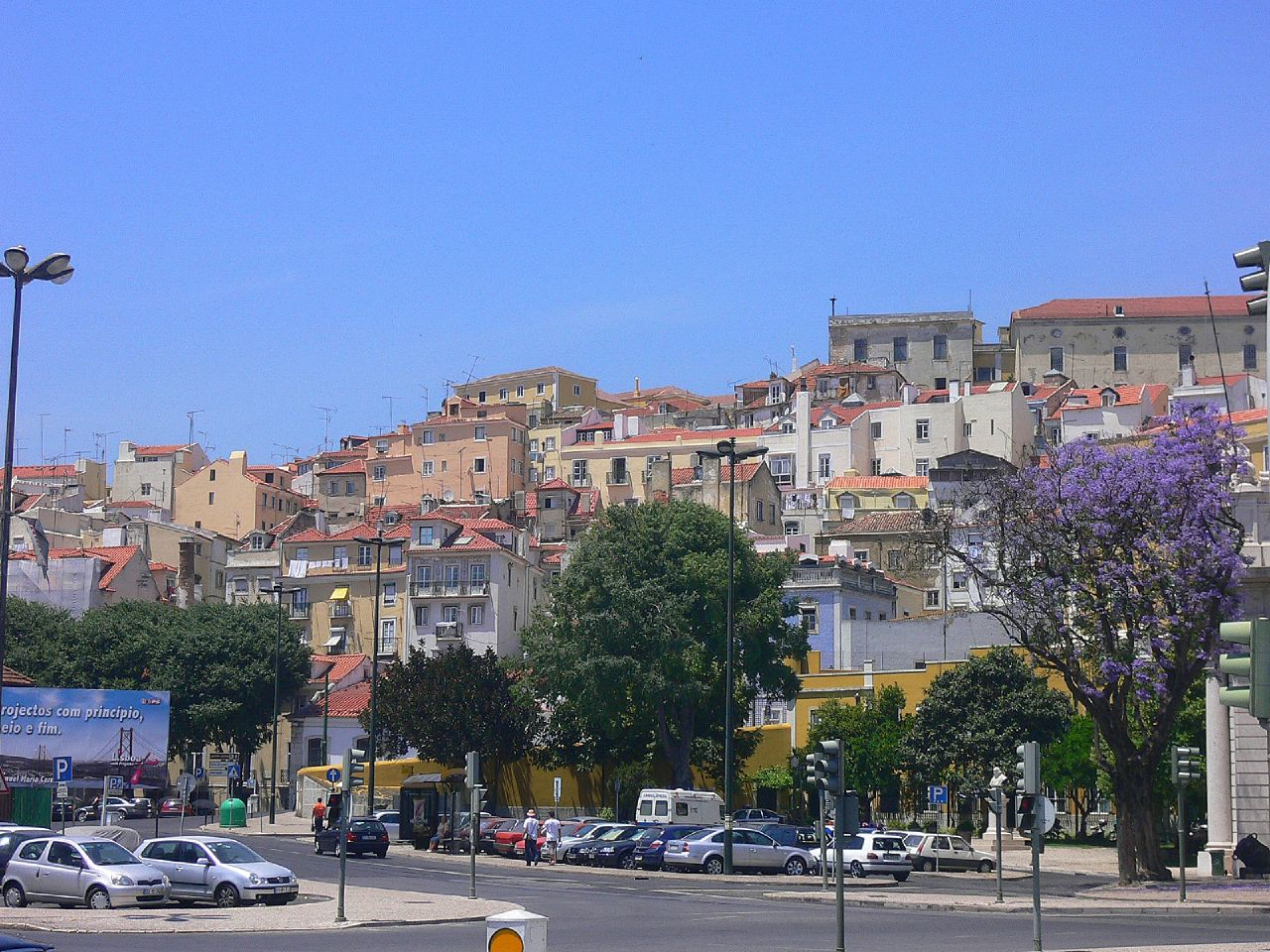
Vue du Alfama do Mar.
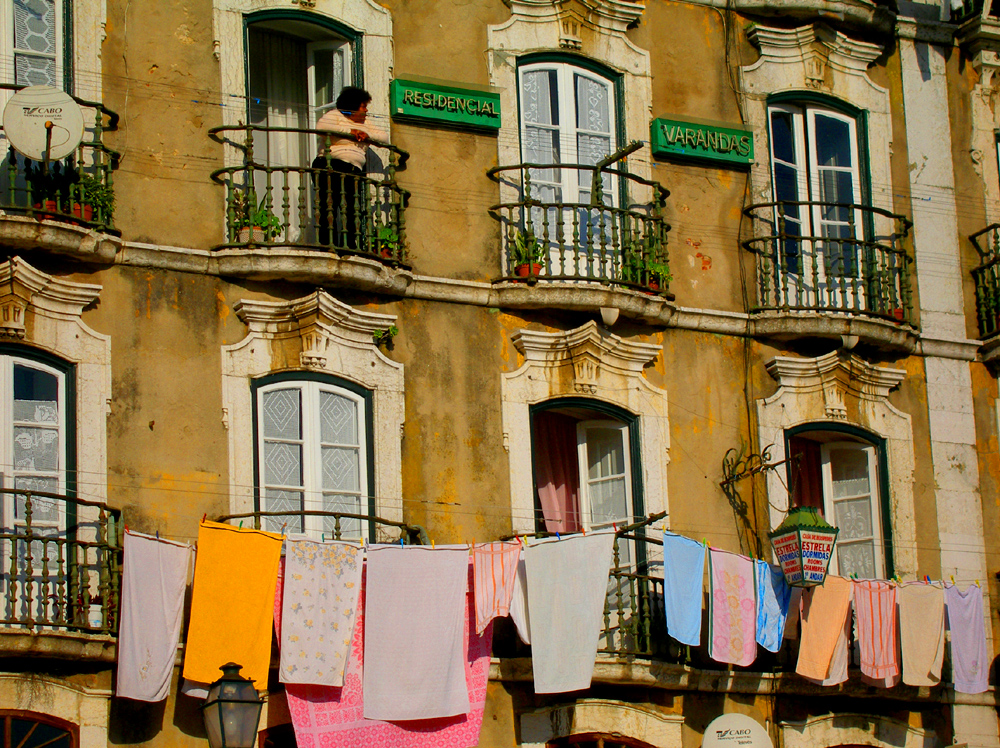
Immeuble typique.
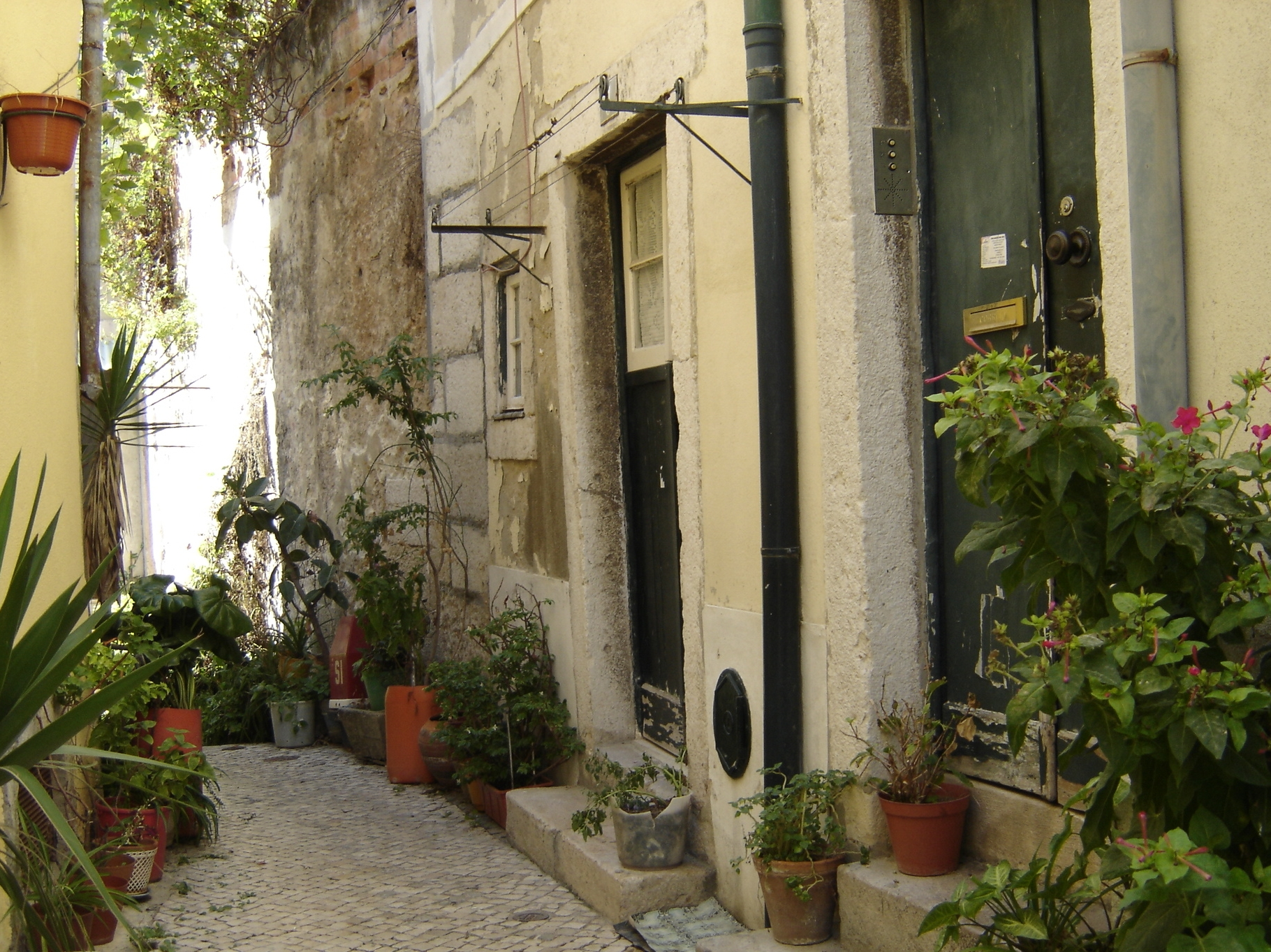
Petite ruelle.
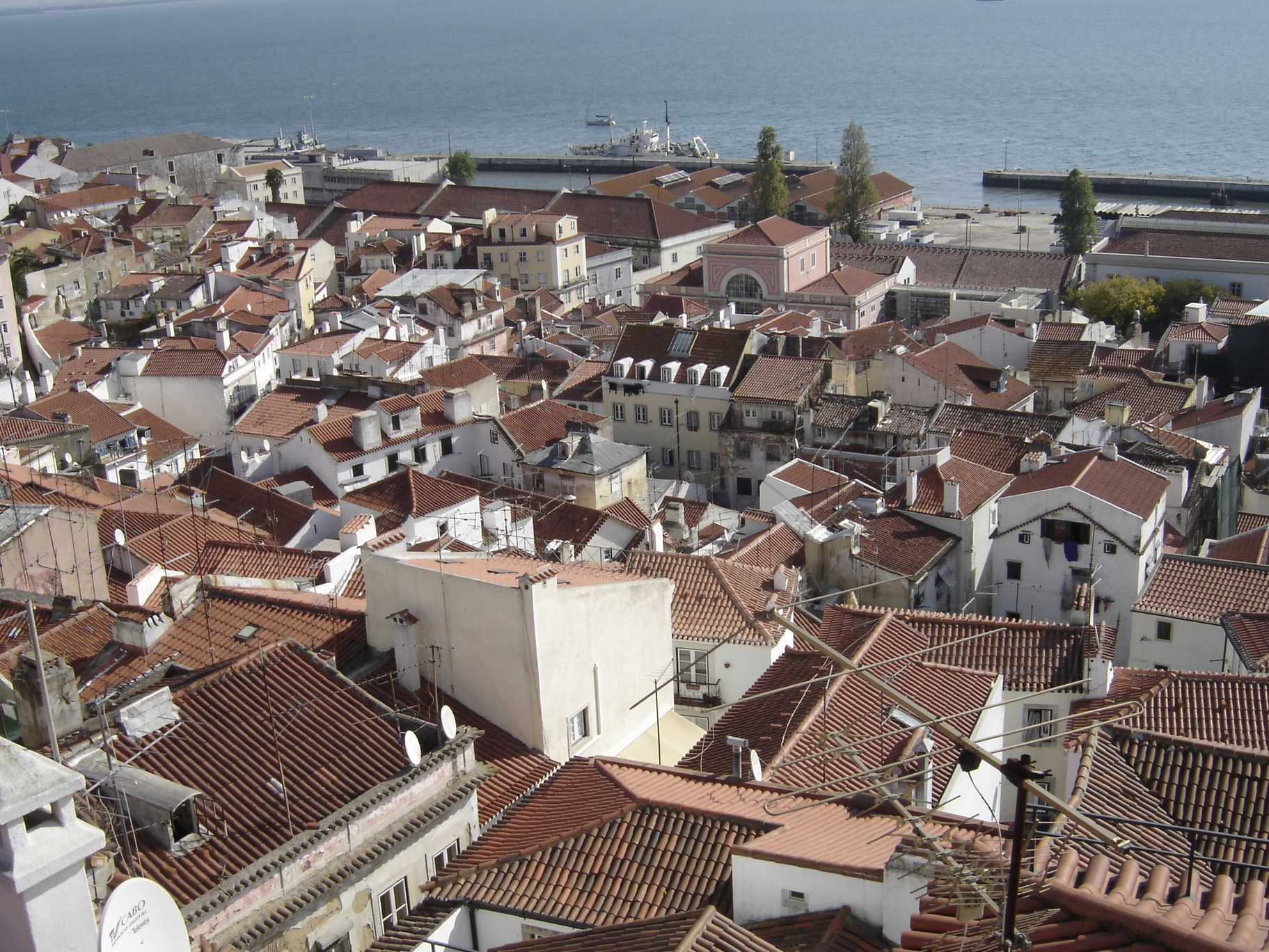
Vue générale.
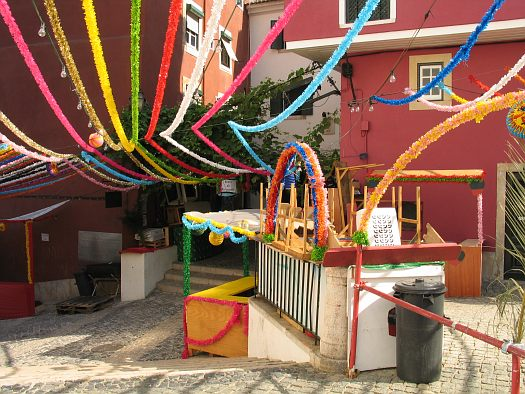
Alfama décoré pour la fête.
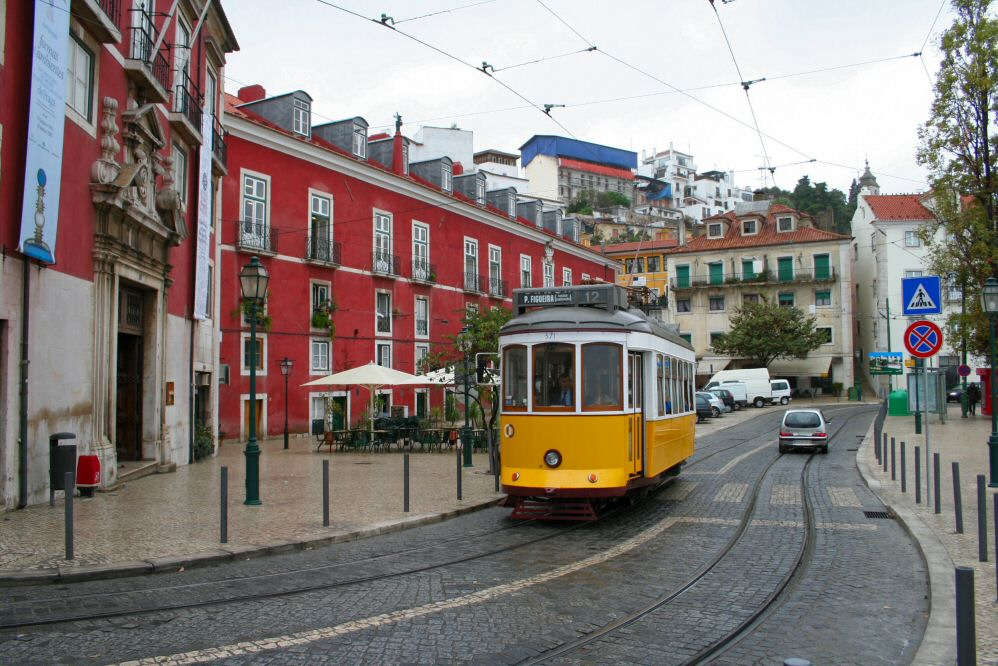
Eléctrico.
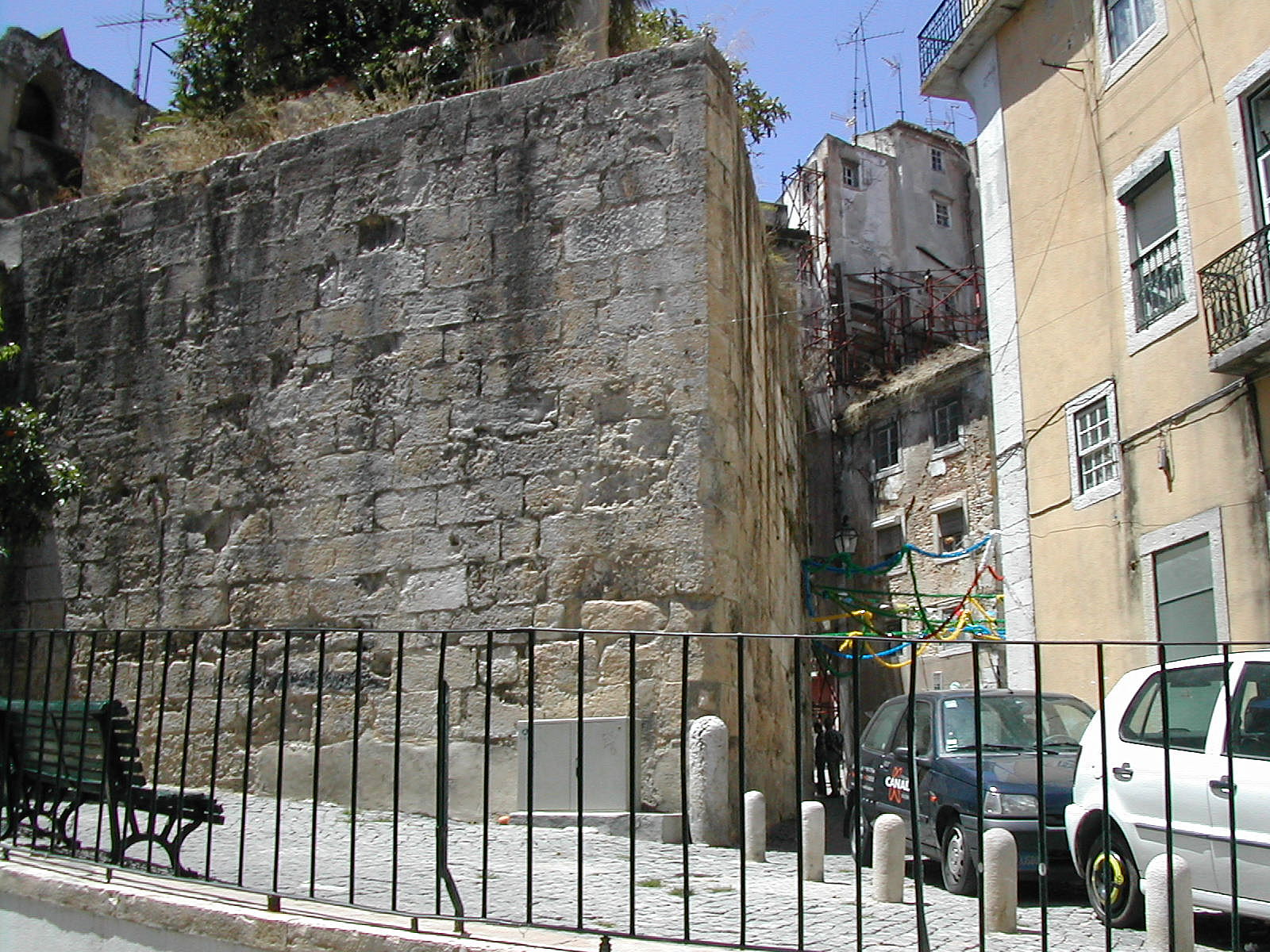
Cerca Moura.
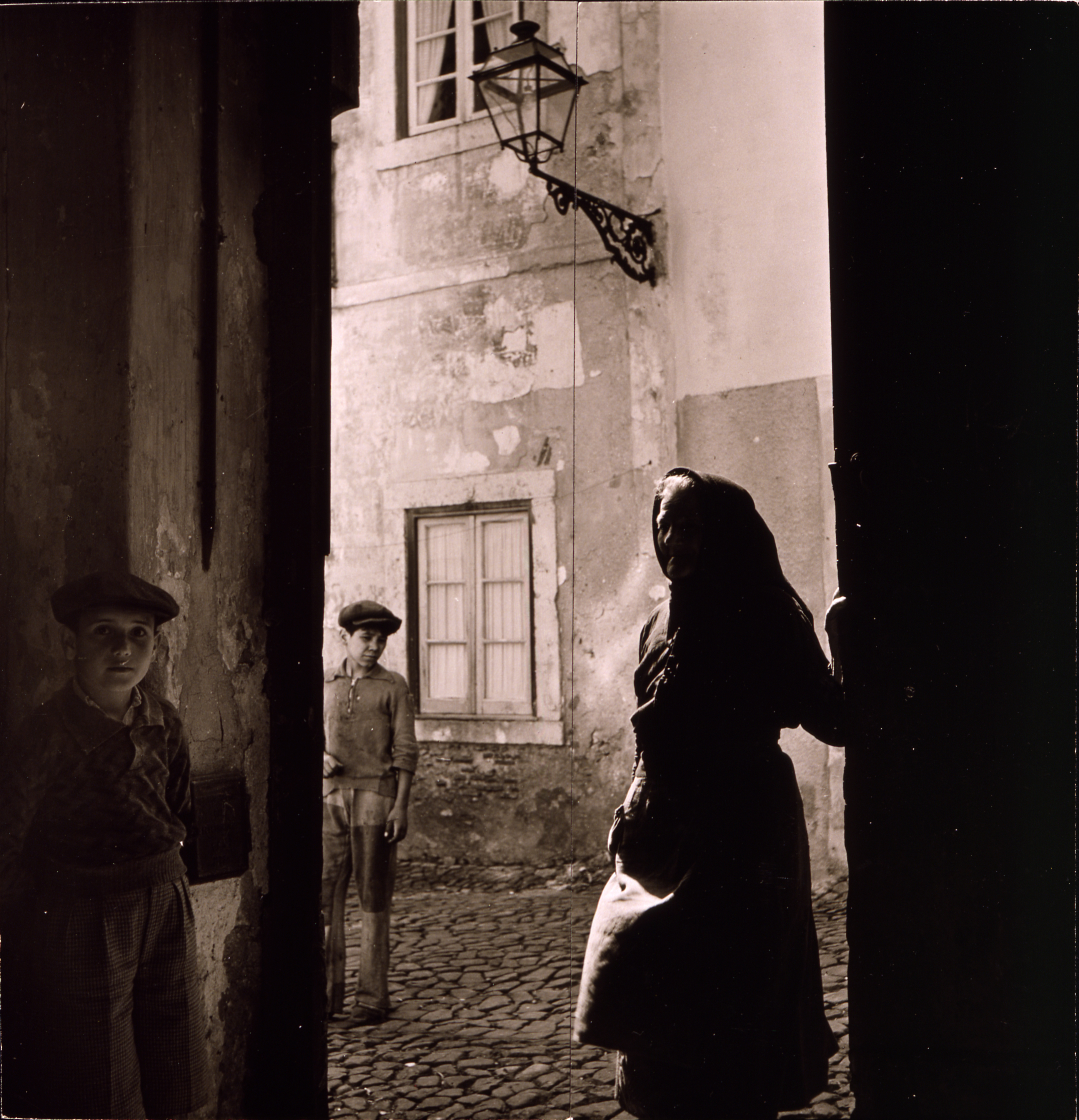
Ruelle vers 1940.